# Budai
 
Budai (en xinès i japonès: 布袋, pronunciat Bùdài i Hotei, respectivament) és un monjo xinès semihistòric que es venera com a Buda Maitreya al Budisme Chan. També va ser introduït al Panteó Budista Japonès.
Hauria viscut al voltant del segle x al regne de Wuyue. El seu nom significa literalment «sac de tela», i fa referència a la bossa amb què sovint se'l representa mentre vaga sense rumb. La seva naturalesa alegre, personalitat divertida i estil de vida excèntric el distingeixen de la majoria de mestres o figures budistes. Gairebé sempre se'l mostra somrient o rient, d'aquí el seu sobrenom en xinès, el «Buda somrient». Com que tradicionalment se'l representa com un home gras, també se'l denomina «Buda gras», especialment al món occidental.
Les principals proves textuals que parlen de Budai es troben en una col·lecció de biografies de monjos budistes Zen conegudes com La transmissió de la làmpada.
Al món occidental, Budai sovint es confon amb el mateix Gautama Buddha.